# زمان استاندارد میانمار

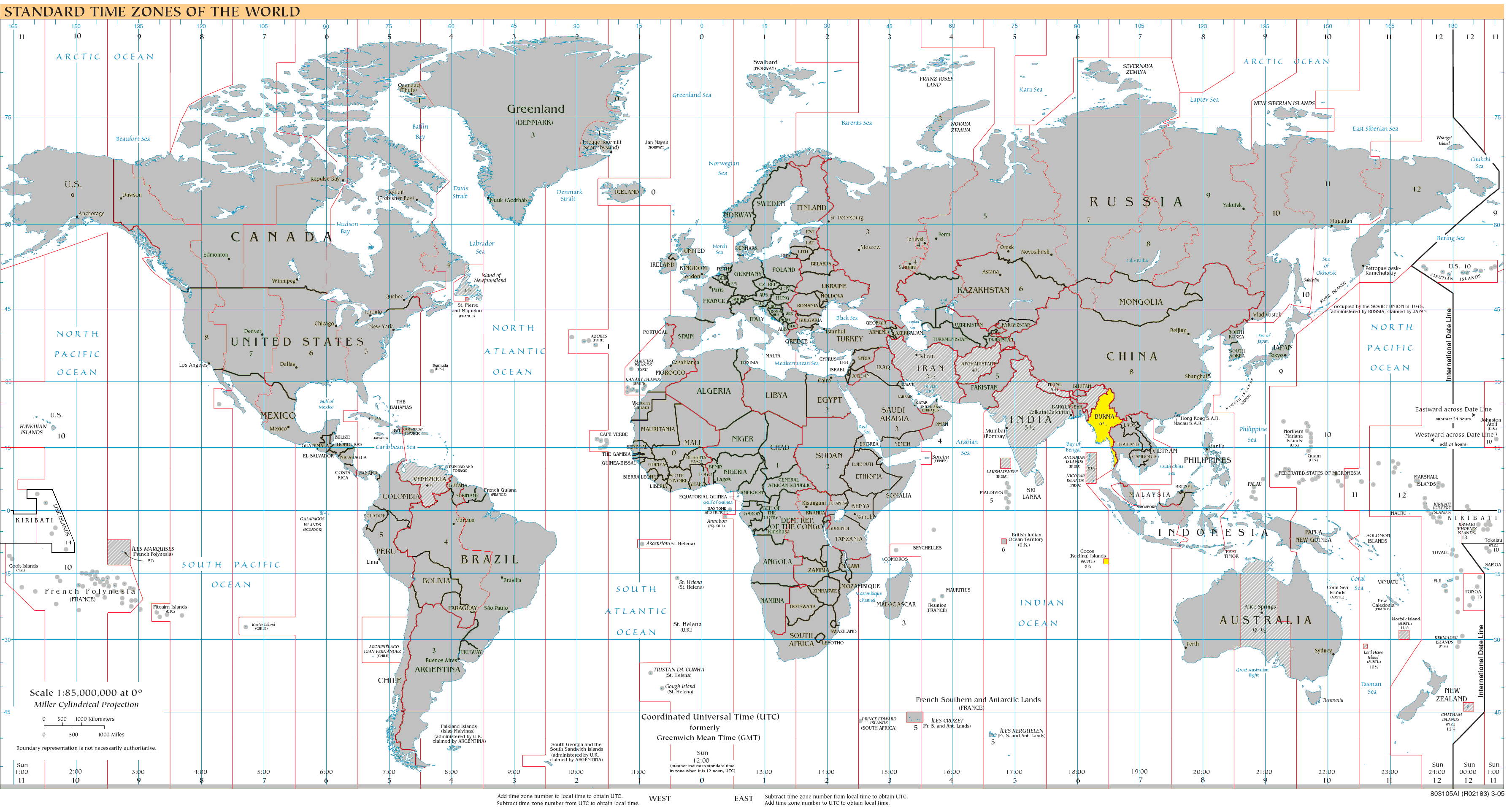
نقشه جهانی مناطق زمانی به تاریخ ژوئن 2008. با هایلایت کردن UTC+:30 زرد: UTC+6:30 در طول سال

زمان استاندارد میانمار (MMT)  (برمه‌ای: မြန်မာ စံတော်ချိန်) یا زمان استاندارد برمه (BST) زمان استاندارد در کشور میانمار است که ۶:۳۰ ساعت جلوتر از ساعت هماهنگ جهانی (یوتی‌سی ۶:۳۰+) است. MMT بر اساس طول جغرافیایی ۳۰ درجه و ۹۷ درجه محاسبه می‌شود. از MMT در تمام طول سال استفاده می‌شود زیرا میانمار از زمان تابستانی پیروی نمی‌کند.